# Лос-Серранос

Лос-Серра́нос (ісп. Los Serranos, кат. Serrans або els Serrans, літературною каталанською читається Сарра́нс, валенсійською — Серра́нс)  — район (кумарка) в Іспанії, входить до складу провінції Валенсія у складі Автономної області Валенсія.

Кумарка (район) Лос-Серранос

Для назви цього району (кумарки) вживається його іспанський варіант, оскільки район є офіційно іспаномовним. Населення кумарки складають переселенці з арагономовних районів колишнього Арагонського королівства, які згодом перейшли на іспанську мову.